# Michael Dowson
Michael Dowson (Wonthaggi, 10 juni 1960) is een Australisch motorcoureur.

## Carrière
De motorsportcarrière van Dowson speelde zich vooral af in Australië en Maleisië. Hij begon met racen in 1980 en behaalde een recordaantal van elf overwinningen in de 6 uur van Bathurst.
Dowson nam in 1988 deel aan twee races van het wereldkampioenschap superbike op een Yamaha op Sugo en zijn thuisrace op Oran Park. In het laatste weekend behaalde hij twee tweede plaatsen.
In 1989 reed Dowson zijn enige race in het wereldkampioenschap wegrace, waarin hij negende werd in de 500 cc-klasse van zijn thuisrace op een Yamaha. Dat jaar keerde hij tevens terug in het WK superbike en nam deel aan de races op Sugo, Oran Park en Manfeild. Op zowel Sugo als Oran Park wist hij een zege te boeken. Tevens maakte hij in 1989 zijn debuut in de autosport in het Australische touring car-kampioenschap; hij werd zeventiende in de Bathurst 1000.
In 1990 startte hij in nog twee raceweekenden van het WK superbike op Shah Alam en Phillip Island op een Kawasaki; in de eerste race van het tweede weekend behaalde hij nog een podiumfinish. Aan het eind van 1993 beëindigde hij zijn motorsportcarrière.